# Jacques Gatian
Jacques Gatian, écuyer, sieur de la Fonds, fut maire de Tours de 1659 à 1660.

## Biographie
Jacques Gatian est conseiller du roi et juge-magistrat au bailliage et siège présidial de Tours.
Il acquiert le château de l'Hérissaudière en 1642.
Échevin perpétuel de la ville de Tours le 28 octobre 1652, il est maire de Tours de 1659 à 1660. 
Il est l'ancêtre d'Édouard Gatian de Clérambault.